# Caouno del Moro
La Caouno del Moro est un dolmen situé à Feilluns, dans le département français des Pyrénées-Orientales.

## Description
Le dolmen a été édifié sur un col reliant la petite vallée de la Matassa à celle de l'Agly. Le monument désormais visible a été restauré à la fin des années 1970. Le tumulus semble être de forme légèrement ovalaire (10,4 m sur 8,20 m) mais ses contours sont imprécis en raison d'un aménagement (murette) qui a été réalisé lorsque la parcelle était cultivée. Toutes les dalles sont en gneiss d'origine locale. La chambre mesure 2,50 m de long sur 1,40 m de large. Elle est délimitée par deux orthostates côté occidental, trois côté oriental, une dalle de chevet et une petite dalle au sud-ouest.  Elle ouvre au sud-sud-est. Elle est recouverte d'une unique dalle de couverture assez imposante (2,90 m de long sur 2,4 m de large) qui lors de la restauration du dolmen a été mal repositionnée (les côtés nord et sud ont été inversés).
La proximité du dolmen avec un ancien chemin (la route actuelle) a entraîné de multiples fréquentations au cours des âges. Aucun matériel archéologique associé n'est connu. À environ 250 m au sud-est du dolmen, à proximité du dolmen du roc de l'Arca, J. Abélanet a découvert un petit matériel céramique (tessons de poterie ornée de cordons lisses en relief) et lithique (pointe de flèche à pédoncule et ailerons, éclats et percuteur en quartz), l'ensemble a été daté de la culture de Véraza.